# NASCAR Winston Cup de 1993
A Temporada da NASCAR Winston Cup de 1993 foi a 45º edição da Nascar, com 30 etapas disputadas o campeão foi Dale Earnhardt.

## Calendário
| N. | Data   | Corrida                      | Circuito                        | Vencedor        | Segundo              | Terceiro        |
| 1  | 14-feb | Daytona 500                  | Daytona International Speedway  | Dale Jarrett    | Dale Earnhardt       | Geoff Bodine    |
| 2  | 28-feb | Goodwrench 500               | Rockingham Speedway             | Rusty Wallace   | Dale Earnhardt       | Ernie Irvan     |
| 3  | 7-mrt  | Pontiac Excitement 400       | Richmond International Raceway  | Davey Allison   | Rusty Wallace        | Alan Kulwicki   |
| 4  | 20-mrt | Motorcraft Quality Parts 500 | Atlanta Motor Speedway          | Morgan Shepherd | Ernie Irvan          | Rusty Wallace   |
| 5  | 28-mrt | TranSouth 500                | Darlington Raceway              | Dale Earnhardt  | Mark Martin          | Dale Jarrett    |
| 6  | 4-apr  | Food City 500                | Bristol Motor Speedway          | Rusty Wallace   | Dale Earnhardt       | Kyle Petty      |
| 7  | 18-apr | First Union 400              | North Wilkesboro Speedway       | Rusty Wallace   | Kyle Petty           | Ken Schrader    |
| 8  | 25-apr | Hanes 500                    | Martinsville Speedway           | Rusty Wallace   | Davey Allison        | Dale Jarrett    |
| 9  | 2-mei  | Winston 500                  | Talladega Superspeedway         | Ernie Irvan     | Jimmy Spencer        | Dale Jarrett    |
| 10 | 16-mei | Save Mart Supermarkets 300K  | Infineon Raceway                | Geoff Bodine    | Ernie Irvan          | Ricky Rudd      |
| 11 | 30-mei | Coca-Cola 600                | Charlotte Motor Speedway        | Dale Earnhardt  | Jeff Gordon          | Dale Jarrett    |
| 12 | 6-jun  | Budweiser 500                | Dover International Speedway    | Dale Earnhardt  | Dale Jarrett         | Davey Allison   |
| 13 | 13-jun | Champion Spark Plug 500      | Pocono Raceway                  | Kyle Petty      | Ken Schrader         | Harry Gant      |
| 14 | 20-jun | Miller Genuine Draft 400     | Michigan International Speedway | Ricky Rudd      | Jeff Gordon          | Ernie Irvan     |
| 15 | 3-jul  | Pepsi 400                    | Daytona International Speedway  | Dale Earnhardt  | Sterling Marlin      | Ken Schrader    |
| 16 | 11-jul | Slick 50 300                 | New Hampshire Motor Speedway    | Rusty Wallace   | Mark Martin          | Davey Allison   |
| 17 | 18-jul | Miller Genuine Draft 500     | Pocono Raceway                  | Dale Earnhardt  | Rusty Wallace        | Bill Elliott    |
| 18 | 25-jul | DieHard 500                  | Talladega Superspeedway         | Dale Earnhardt  | Ernie Irvan          | Mark Martin     |
| 19 | 8-aug  | Budweiser At The Glen        | Watkins Glen International      | Mark Martin     | Wally Dallenbach Jr. | Jimmy Spencer   |
| 20 | 15-aug | Champion Spark Plug 400      | Michigan International Speedway | Mark Martin     | Morgan Shepherd      | Jeff Gordon     |
| 21 | 28-aug | Bud 500                      | Bristol Motor Speedway          | Mark Martin     | Rusty Wallace        | Dale Earnhardt  |
| 22 | 5-sep  | Mountain Dew Southern 500    | Darlington Raceway              | Mark Martin     | Brett Bodine         | Rusty Wallace   |
| 23 | 11-sep | Miller Genuine Draft 400     | Richmond International Raceway  | Rusty Wallace   | Bill Elliott         | Dale Earnhardt  |
| 24 | 19-sep | SplitFire Spark Plug 500     | Dover International Speedway    | Rusty Wallace   | Ken Schrader         | Darrell Waltrip |
| 25 | 26-sep | Goody's 500                  | Martinsville Speedway           | Ernie Irvan     | Rusty Wallace        | Jimmy Spencer   |
| 26 | 3-okt  | Tyson Holly Farms 400        | North Wilkesboro Speedway       | Rusty Wallace   | Dale Earnhardt       | Ernie Irvan     |
| 27 | 10-okt | Mello Yello 500              | Charlotte Motor Speedway        | Ernie Irvan     | Mark Martin          | Dale Earnhardt  |
| 28 | 24-okt | AC Delco 400                 | Rockingham Speedway             | Rusty Wallace   | Dale Earnhardt       | Bill Elliott    |
| 29 | 31-okt | Slick 50 500                 | Phoenix International Raceway   | Mark Martin     | Ernie Irvan          | Kyle Petty      |
| 30 | 14-nov | Hooters 500                  | Atlanta Motor Speedway          | Rusty Wallace   | Ricky Rudd           | Darrell Waltrip |

## Classificação final - Top 10
| 1  | Dale Earnhardt  | 4526 |
| 2  | Rusty Wallace   | 4446 |
| 3  | Mark Martin     | 4150 |
| 4  | Dale Jarrett    | 4000 |
| 5  | Kyle Petty      | 3860 |
| 6  | Ernie Irvan     | 3834 |
| 7  | Morgan Shepherd | 3807 |
| 8  | Bill Elliott    | 3774 |
| 9  | Ken Schrader    | 3715 |
| 10 | Ricky Rudd      | 3644 |